# Christoph Scheiner

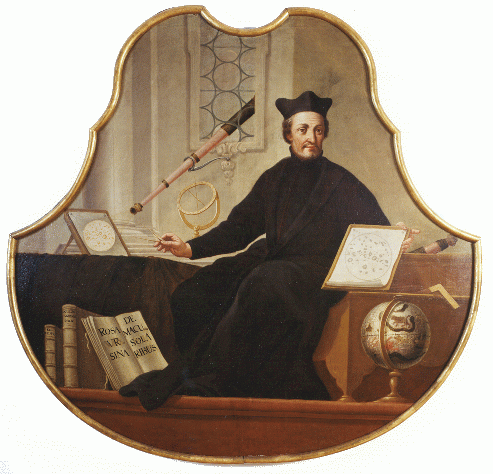
Christoph Scheiner

Christoph Scheiner SJ (* 25. Juli 1573 in Markt Wald bei Mindelheim in Bayerisch-Schwaben, Markgrafschaft Burgau, Vorderösterreich; † 18. Juli 1650 in Neisse, Fürstentum Neisse) war Jesuit, Physiker, Optiker und Astronom sowie Berater von Persönlichkeiten des öffentlichen Lebens. Der Erfinder mehrerer Instrumente wirkte auch als Professor an der Universität Ingolstadt und in Rom. Er gilt neben Galilei, Thomas Harriot und Johann Fabricius als Mitentdecker der Sonnenflecken.

## Leben

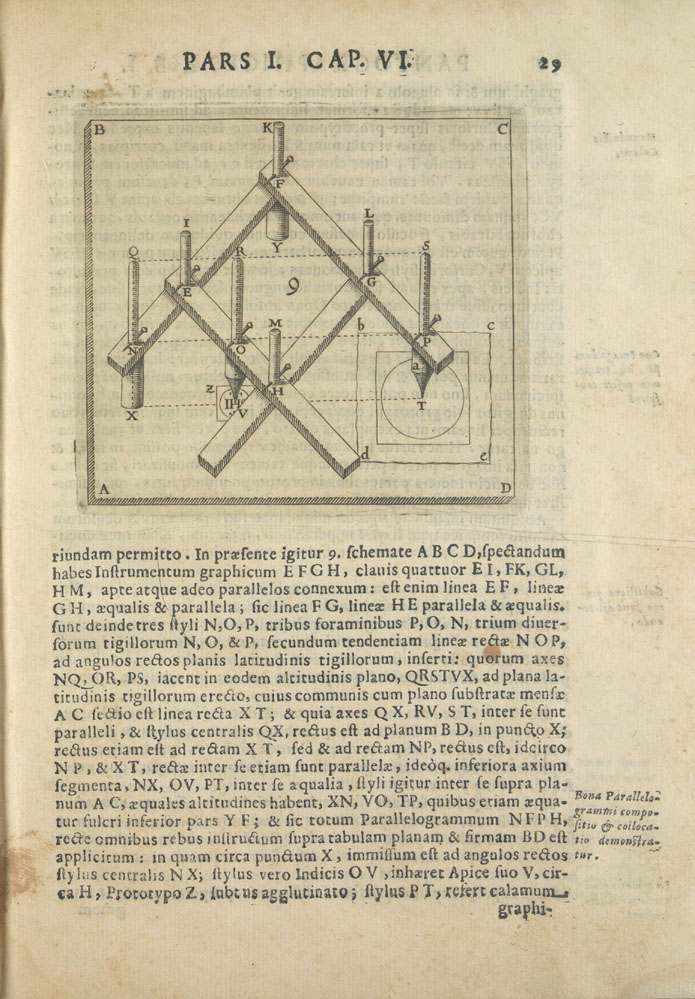
Pantograf

Scheiner besuchte ab Mai 1591 das Jesuitengymnasium in Augsburg. Nach erfolgreichem Abschluss trat er am 26. Oktober 1595 in den Jesuitenorden ein. Bis 1597 verbrachte er sein Noviziat in Landsberg am Lech (unter Novizenmeister Rupert Reindl) und legte am 26. Oktober 1597 in Augsburg bei Melchior Stör sein erstes Gelübde ab. Zwischen 1597 und 1598 absolvierte Scheiner sein Juniorat in Augsburg und empfing am 19. September 1598 in Augsburg die Niederen Weihen durch Bischof Sebastian Breuning (1552–1618).
Zusammen mit Petrus Frank (1574–1602) und Ferdinand Melchiorius studierte Scheiner von 1598 bis 1601 an der Universität Ingolstadt Mathematik, Philosophie und Physik. Anschließend wirkte er bis 1605 als Lehrer am Ordenskolleg in Dillingen. Paulus Gay, der 25. Abt des Zisterzienserstiftes Stams, berichtete Jahre später, auf seine Studienzeit an der Akademie in Dillingen zurückblickend, in seinem Tagebuch über die pädagogischen Fähigkeiten Scheiners: „In schola poeseos habui praeceptorem Christophorum Scheiner, commune dictum ‚Vischkibl‘. Mathematicus bonus erat, pro schola et discipulis non fui sat. Nisi discipulorum privata studia ipsius defectum supplessent. Homo mirabilis, natus in Judaea.“ (Übersetzung: Im Unterrichtsfach „Poesie“ hatte ich Christophorus Scheiner als Lehrer, gemeinhin „Vischkibl“ genannt; er war ein guter Mathematiker, für Schule und Schüler wäre er nicht ausreichend qualifiziert gewesen, wenn nicht das Selbststudium der Schüler seine Unvollkommenheit ausgeglichen hätte; ein wundersamer Mensch, geboren in Judäa (!) – Stiftsarchiv Stams, Diarium des Abtes Paulus Gay, MS E 51.) 1605 wurde Scheiner in Dillingen der Titel eines Magister artium verliehen. Noch im selben Jahr holte ihn Herzog Wilhelm V. an den Herzogshof nach München, um sich von ihm den 1603 erfundenen Pantografen erklären zu lassen.
Von Herbst 1605 bis zum 30. Juni 1609 studierte Scheiner an der Universität Ingolstadt Theologie und schloss das Studium nach einer Disputation über Thomas von Aquin „Theses Theolocicae, ex universis D. Thomae partibus“ als Dr. theol. ab. 1609 wurde ein wichtiges Jahr für Scheiner: durch Bischof Marcus Lyresius († 1611) wurde er am 14. März zum Subdiakon und am 4. April zum Diakon geweiht. Vierzehn Tage später, am 18. April, empfing er durch Lyresius im Dom zu Eichstätt die Priesterweihe.
Sein Terziat absolvierte Scheiner zwischen dem 6. Oktober 1609 und dem 10. September 1610 in Ebersberg unter Pater Johannes Pelecius.

### Professor an der Universität Ingolstadt 1610–1617
Am 15. Oktober 1610 bekam Scheiner an der Universität Ingolstadt einen Lehrstuhl als Mathematiker (für Physik und Astronomie) und für Hebräisch; damit wurde Scheiner Nachfolger des Johann Lantz (1564–1638). Seine Vorlesungen machten Scheiner berühmt. Erzherzog Maximilian III. bat ihn einige Male an seinen Hof nach Innsbruck, um sich verschiedene Phänomene der Astronomie erklären zu lassen.
Auf Grundlage von Keplers Werk „Dioptrice“ (1611) baute Scheiner um 1613 ein astronomisches Fernrohr. Es handelte sich um ein Projektionsrohr mit zwei konvexen Linsen, das Scheiner heliotropium teliscopium nannte. Damit war Scheiner der erste, der ein Kepler-Fernrohr gebaut hat, lange vor dem ersten mehrlinsigen Erdfernrohr, das um 1645 von Anton Maria Schyrleus de Rheita (1597–1660) gebaut wurde. Scheiner richtete sich im Turm der Heilig-Kreuz-Kirche von Ingolstadt eine kleine Sternwarte ein. Die ersten Sonnenbeobachtungen wurden mit dem Fernrohr und bloßem Auge gemacht. Das war gefährlich und nur dann möglich, wenn Nebel die Sonne verdeckte. Das Sonnenlicht wurde dann mit farbigen Gläsern gefiltert. In den folgenden Jahren entwickelte Scheiner eine Reihe von Fernrohren für seine Sonnenbeobachtungen, welche er Helioskope nannte. Die Projektion des Sonnenlichtes erfolgte auf einer Fläche, so dass man nicht mehr mit dem Auge durch das Fernrohr schauen musste. Die Projektion direkt auf ein Blatt Papier hatte außerdem den großen Vorteil, dass sich die Sonnenflecken leichter abzeichnen ließen. Eine Herausforderung stellte die Langzeitbeobachtung der Sonne dar, weil das Fernrohr immer wieder auf die Sonne ausgerichtet werden musste. Die ersten Fernrohre wurden einfach über den Boden geschleift. Verbesserung brachte eine Rahmenkonstruktion und Schienenführung. Christoph Grienberger hat für Scheiner schließlich die parallaktische Montierung entwickelt. In dem Zusammenhang hat Scheiner auch die Scheiner-Fokus-Scheibe erfunden. Scheiner benutzte auch eine Camera obscura um die grobe Position der Flecken festzulegen.
Erzherzog Maximilian III. besaß ein Fernrohr und war neben der Astronomie auch an der Landschaft rund um Innsbruck interessiert. Er beschwerte sich, dass das Bild auf dem Kopf stehe. Darauf baute Scheiner noch eine konvexe Linse ein, die das Bild korrigierte. Damit hatte er eines der ersten (nach Schyrle de Rheita) terrestrischen Teleskope gebaut. Scheiner konstruierte auch eine tragbare und eine begehbare Camera obscura.
Im Turm der Heilig-Kreuz-Kirche in Ingolstadt konnte Scheiner am Vormittag des 21. März und nochmals im Oktober 1611 zusammen mit seinem Schüler Johann Baptist Cysat dunkle Flecken auf der Sonne beobachten. Scheiner erkannte als erster, dass Flecken nahe dem Äquator schneller rotieren als in höheren Breiten. Seine erste (falsche) Annahme war, dass die Flecken nicht zur Sonne gehören konnten, da er annahm, die Sonne sei ein reiner Körper.

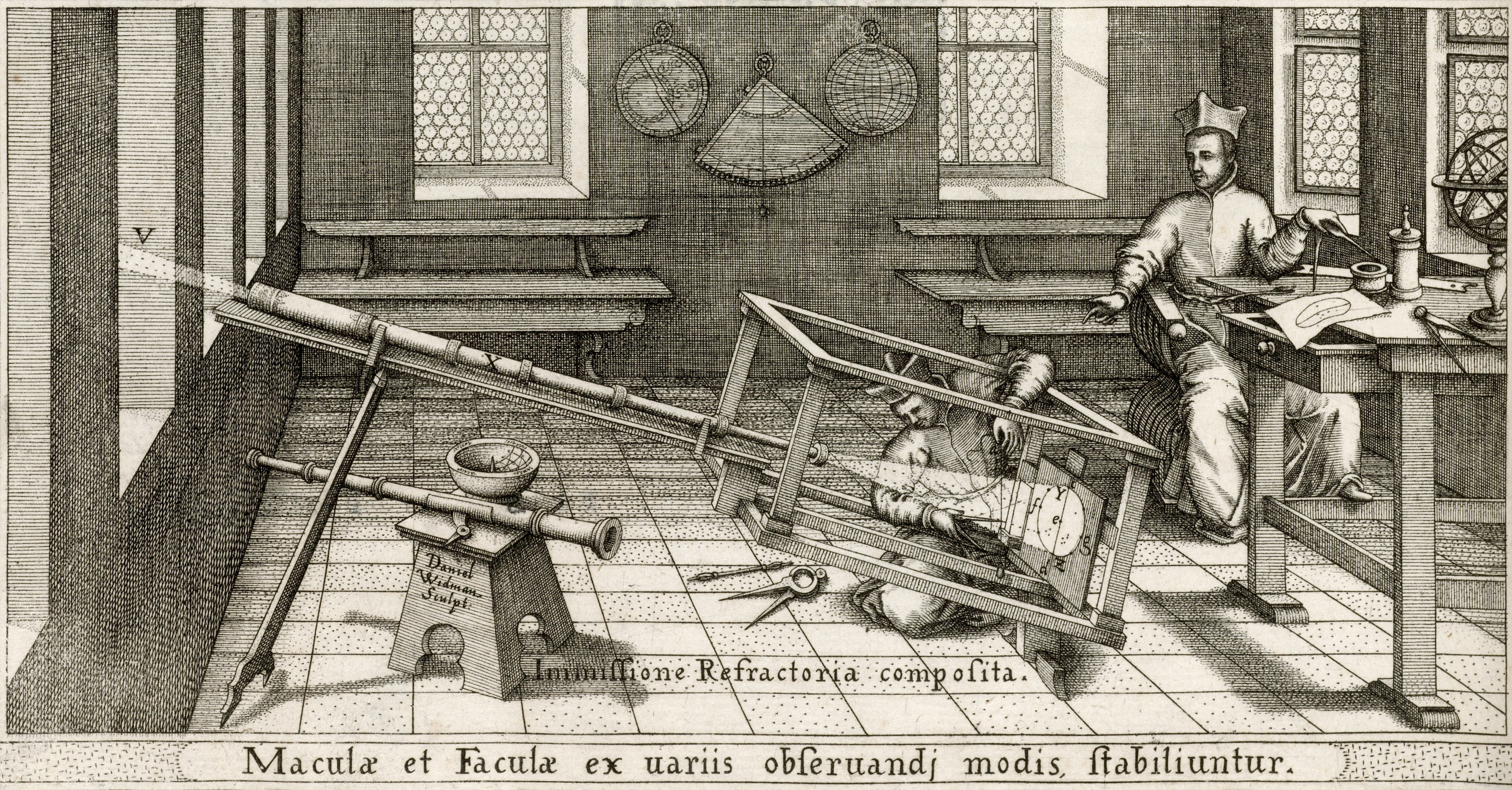

Da diese Flecken der Reinheit der Sonne widersprachen, empfahl der Ordensprovinzial Peter Busäus den beiden Wissenschaftlern Stillschweigen. In der Begründung wurde darauf hingewiesen, dass Aristoteles keine „Verunreinigung“ der Sonne beschrieben hätte. Auch andere Ordensbrüder, unter anderem Adam Tanner, rieten zur Vorsicht.
Scheiner führte mit dem gelehrten Ratsherrn Markus Welser in Augsburg einen Briefwechsel. In drei Briefen, datiert vom 12. November, 19. Dezember und 26. Dezember 1611, berichtete Scheiner dem Patrizier von seiner Entdeckung. Welser veröffentlichte am 5. Januar 1612 diese drei Briefe. Sie wurden als Tres epistolae de maculis solaribus gedruckt und entfachten den Prioritätsstreit Scheiners mit Galileo Galilei. Scheiner wählte das Pseudonym Apelles latens post tabulam (Apelles verborgen hinter dem Gemälde). In diesem Streit ging es vordergründig um die Erklärung der Sonnenflecken, in Wirklichkeit aber hatte der Kampf um das Weltbild des Kopernikus seinen Anfang genommen. Überlegte Scheiner das kopernikanische System anzunehmen? Scheiner hatte versucht, eine Konjunktion von Venus und Sonne zu beobachten. Er schrieb im Brief vom 19. Dezember 1611: „Wenn auch alle anderen Beweise trügen würden, der eine müsste allein schon überzeugen, dass die Sonne von der Venus umkreist wird. Das Gleiche bezweifle ich beim Merkur nicht und will es zu erforschen nicht unterlassen“.
Welser ließ von diesem Werk je ein Exemplar Galilei und Johannes Kepler zukommen. Bereits am 4. Mai 1612 antwortete Galilei ausführlich und wies darauf hin, diese Sonnenflecken bereits seit November 1610 zu beobachten. Außerdem hielt er die Sonnenflecken eher für Wolken und nicht für Monde, wie Scheiner sie in seinen Briefen beschrieb. Der Briefwechsel zwischen Scheiner und Galilei wurde fortgesetzt. Am 13. September 1612 erschienen drei weitere Schreiben unter „Apelles latens post tabulam“. Auch Thomas Harriot (1610) und Johannes Fabricius (9. März 1611) entdeckten zur selben Zeit dieses Phänomen. Die Beobachtungen des Johannes Fabricius waren gedruckt worden. Scheiner und Galilei hatten davon keine Kenntnis.
Man erkannte, dass das ptolemäische System mit seinen kristallinen Sphären – mit denen sich die Planeten bewegen – unhaltbar geworden war. Im kopernikanischen System (und im tychonischen) durchdringen sich die Umlaufbahnen der Planeten. Deshalb kann der Himmel nicht aus festen kristallinen Sphären bestehen. Es musste eine andere physikalische Beschaffenheit des Himmelsstoffes gefunden werden: der flüssige Himmel. Auch Christoph Scheiner bemühte sich um eine Lösung. Die erste Erwähnung des flüssigen Himmels findet sich in einem Brief (1614) an P. Paul Guldin SJ. Er fragte, wie er über die Sonnenflecken, Fackeln und andere Dinge erzählen solle, wenn er nicht öffentlich schreiben könne, dass er den Himmel als flüssig betrachte. In der Mitschrift seiner Vorlesungen in Ingolstadt aus dem Jahr 1614 thematisierte er ebenso den flüssigen Himmel.
Zusammen mit seinem Schüler Johann Georg Locher veröffentlichte Scheiner 1614 das Werk Disquisitiones mathematicae, in dem er das kopernikanische, ptolemäische und tychonische Weltsystem beschrieb. Dazu gehörte auch ein Kupferstich des kopernikanischen Systems. Galilei setzte sich 1632 in seinem Werk Dialog über die zwei Weltsysteme (Zweiter Tag) mit Scheiners Argumenten auseinander. Die Ermahnung des Generaloberen Claudio Acquaviva erfolgte umgehend am 13. Dezember 1614: „Nur das möchte ich Euer Hochwürden empfehlen, an der soliden Lehre der Alten festzuhalten und nicht die Meinungen mancher Modernen zu lehren. Seien Sie sich sicher, dass uns diese nicht gefallen und wir nicht zulassen werden, dass unsere Leute etwas Derartiges veröffentlichen.“
1615 erschien Sol ellipticus, ein Werk über die oval erscheinende Sonne beim Auf- und Untergang. 1617 beschäftigte er sich in Refractiones coelestes noch einmal mit der Brechung der Sonnenstrahlen in der Atmosphäre.
Mit seinem Schüler Georg Schönberger publizierte Scheiner 1617 Exegeses fundamentorum gnomonicorum, ein ausführliches Werk über Sonnenuhren. Sein endgültiges Gelübde legte Scheiner am 31. Juli 1617 unter Rektor Johannes Manhart im Münster von Ingolstadt ab.

### Innsbruck 1617–1620
Scheiner war ab 1614 mehrere Male in Innsbruck, um Erzherzog Maximilian III. in astronomischen Fragen zu beraten. Ende 1617 erbat sich Maximilian III. Scheiner – mit dem Einverständnis des Provinzials – nach Innsbruck. Dort befasste sich Scheiner mit der Anatomie und Optik des Auges. Seine Erkenntnisse veröffentlichte er in Oculus. In diesem Werk konnte er, ohne von dem zugrundeliegenden Gesetz der Lichtbrechung in Medien zu wissen, die Brechungsindizes in den Teilen des Auges wie Linse und Glaskörper vergleichen. Er erkannte die Netzhaut als Sitz des Lichtsinns. Weitere Schwerpunkte seiner Arbeit waren: Bestimmung des Krümmungsradius der Hornhaut, Entdeckung des nasalen Abganges der Sehnerven, Zunahme der Linsenkrümmung bei der Akkommodation, Lichtreaktion der Pupille, Pupillenverengung bei der Akkommodation (siehe Scheinersches Optometer), Strahlenkreuzung, stenopäischer Effekt, Nachweis der Strahlenkreuzung im Auge und des umgekehrten Netzhautbildes auf der Netzhaut, Vergleich der Optik des Auges mit der Camera obscura.
Auch erste Versuche zur Messung der Fehlsichtigkeit gehen auf Scheiner zurück, z. B. der Scheiner-Versuch (Doppelbilder bei Ametropien). Er beschrieb auch den Katarakt und dessen operative Behandlung. Er entwickelte ein gläsernes Augenmodell und befasste sich mit dem Gesichtswinkel und dem Augendrehpunkt.
Außerdem wurde er mit dem Bau der Jesuitenkirche in Innsbruck betraut. Er kümmerte sich auch um die finanzielle Seite des Projekts. Die Kirche stürzte 1626 wegen zu schwacher Fundamente ein.

### Freiburg, Wien und Neisse 1620–1624
Es folgt eine kurze Professur für Mathematik vom Herbst 1620 bis zum Frühjahr 1621 in Freiburg. Wegen des Dreißigjährigen Krieges blieb Scheiner vorerst mit Erzherzog Karl in Wien, 1621 konnten sie nach Neisse reisen. Scheiner wurde Beichtvater des Erzherzogs. 1623 wurde in Neisse ein Jesuitenkolleg mit ihm als Superior eröffnet.

### Rom (1624–1633) und der Konflikt mit Galilei

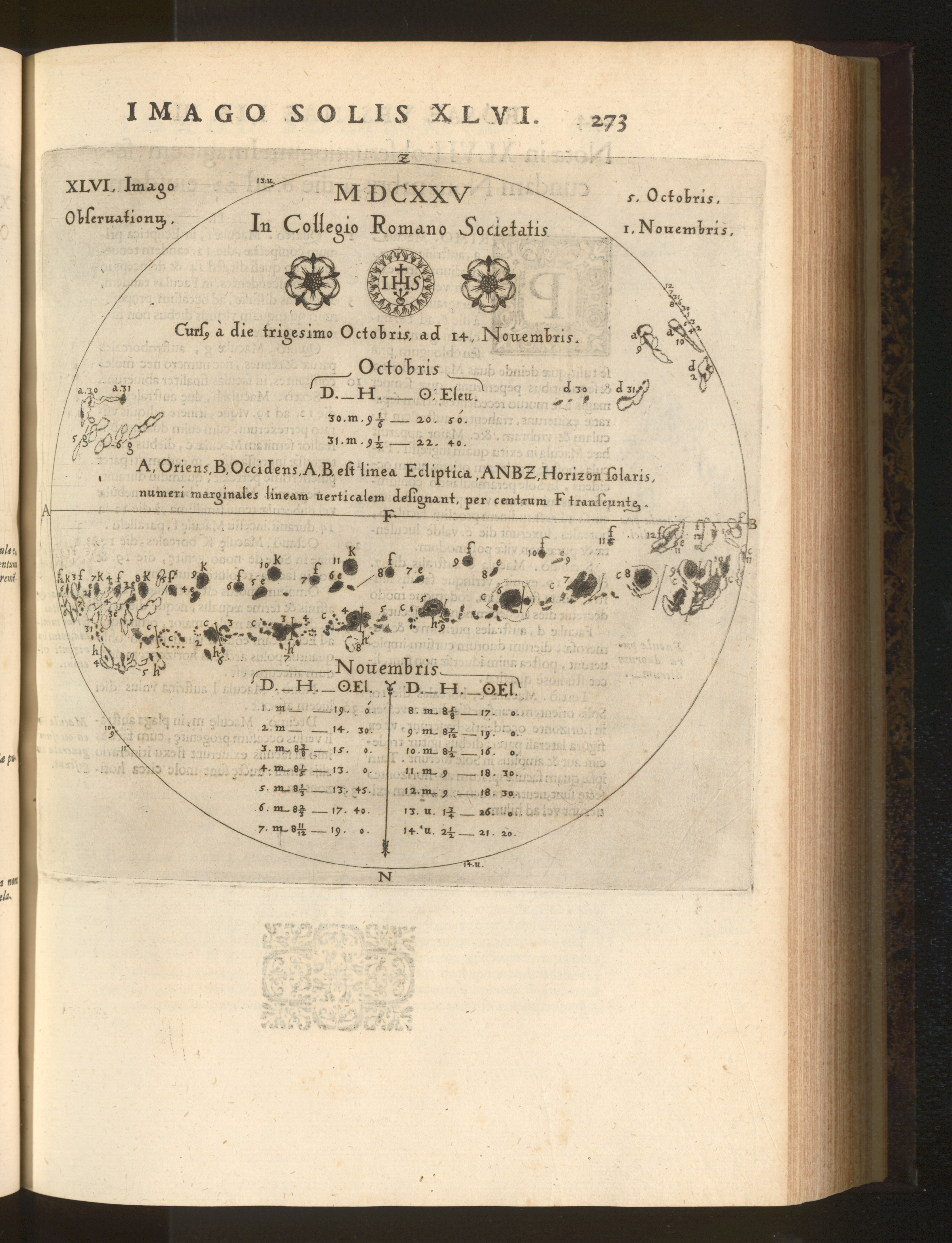
Beobachtung der Sonnenflecken

Im Jahre 1624 begab sich Scheiner nach Rom, um die Neugründung des Jesuitenkollegs in Neisse zu regeln. Eigentlich sollte es nur ein kurzer Aufenthalt sein, es wurden jedoch neun Jahre.
Scheiner fand in Rom das 1623 gedruckte Werk Galileis „Il Saggiatore“ vor, in dem er des Plagiates (Erforschung der Sonnenflecken) beschuldigt wurde. Scheiner wurde von Freunden gebeten, über die Sonnenflecken zu schreiben, außerdem wollte er sich gegen den Plagiatsvorwurf wehren. Die Resultate seiner langjährigen fleißigen Beobachtungen legte er in dem Werk Rosa Ursina sive Sol (Die Rose der Orsini (in Bracciano) oder die Sonne) nieder. Er beschrieb die Bahn der Sonnenflecken im Lauf eines Jahres, berechnete die Rotationszeit der Sonne und fand ihre Achsenneigung zu 7 Grad. Im letzten Teil des Buches schreibt er über Flecken und Fackeln, die feurige und flüssige Natur des Himmels und führt Zitate aus der heiligen Schrift und von Kirchenvätern an, um seine Anschauung des geozentrischen Systems zu beweisen. 1630 veröffentlichte der deutsche Astronom Scheiner sein berühmtes Werk über die Sonnenflecken „Rosa Ursina“.
Ironischerweise folgte kurz darauf – zwischen 1645 und 1715 – eine Periode stark verringerter Sonnenaktivität, auch als Maunderminimum bezeichnet. Dadurch konnten Scheiners Beobachtungen zuerst nicht nachvollzogen werden, wodurch sich seine Erkenntnisse erst im 18. Jahrhundert durchsetzen konnten.
Am 20. März 1629 und nochmals im Jahre 1630 beobachtete Scheiner ein Halo-Phänomen (Nebensonnen). Seine Aufzeichnungen darüber wurden später von Christiaan Huygens ausgewertet.
1632 erschien Galileis „Dialog“, in dem er – recht undiplomatisch – den Vertreter der Geozentrik Simplicius nannte und als dumm-konservativ darstellte. Dadurch brachte er weitere Vertreter der Professorenschaft und der Kirche gegen sich auf. Anfang 1633 begann der Prozess gegen Galilei, am 22. Juni 1633 musste er seiner Weltsicht abschwören. Scheiner war zur Zeit des Prozesses noch in Rom. Auch wenn er in den Prozessakten nur kurz erwähnt wird, vermutet man (ohne Beweis), dass er zu Ungunsten Galileis Einfluss genommen hat.
Einen lebendigen Einblick in das Geschehen geben Briefe von Zeitgenossen.
Es gab auch Vermittlungsversuche zwischen den Kontrahenten Galilei und Scheiner: der Astronom Pierre Gassendi, ein Freund Scheiners, regte am 10. Mai 1633 Pater Tommaso Campanella, einen Philosophen und Freund Galileis, an:

Wie gut wäre es, wenn Du Deine Menschenkenntnis und Deine Behutsamkeit darauf richten würdest, den Streit zwischen den beiden Männern beizulegen! Beide sind gut, streben nach Wahrheit, sind gleich ehrlich und rechtschaffen. Beide haben sich gegenseitig beleidigt. Ich kann das Schicksal von Gelehrten nur beklagen, wenn ich sehe, wie große Männer in derartige Streitereien geraten. Denn kleine Geister, die Ruhm anstreben, der an einem seidenen Faden hängt, die mögen streiten. Aber dass sich so hervorragende Männer, die die Liebe zur Wahrheit bewegt, so von der Leidenschaft hinreißen lassen, ist höchst sonderbar.

René Descartes schrieb im Februar 1634 an Marin Mersenne nach Paris:

Ich habe mir sagen lassen, dass die Jesuiten zur Verurteilung des Galilei beigetragen haben und das Buch des Pater Scheiner zeigt zur Genüge, dass sie nicht zu seinen Freunden zählen. Im Übrigen bringen die Beobachtungen des Buches von Pater Scheiners „Rosa Ursina“ so viele Beweise, um der Sonne die ihr zugeschriebene Bewegung [um die Erde] abzusprechen, dass ich meine, dass Pater Scheiner selbst in seinem Herzen an die Meinung des Kopernikus glaubt.

Nicolas-Claude Fabri de Peiresc schrieb, dass Scheiner nur „gezwungenermaßen und aus Gehorsam das geozentrische System verteidige.“
Scheiner gehörte nach der Verurteilung Galileis 1633 zu den „Siegern“. Letztlich hat Galilei gesiegt. Sein Dialog gehört zu den Hauptwerken der Geschichte der Naturwissenschaft, Scheiners Prodromus ist kaum bekannt.

### Neisse ab 1637
Nach vierjährigem Aufenthalt in Wien kehrt Scheiner – anscheinend eher widerstrebend – in das Jesuitenkolleg in Neisse zurück, das 1624 eröffnet worden war und dessen erster Rektor er war. Für das Amt des Rektors hatte bereits einen Nachfolger gefunden. Er arbeitete nur mehr wenig an seinen Forschungen. Sein letztes (bereits 1632 in Rom begonnenes) Werk „Prodromus pro sole mobili“ erschien postum im Jahr 1651. Christoph Scheiner verstarb am 18. Juli 1650 in Neisse, wo er auch begraben liegt.

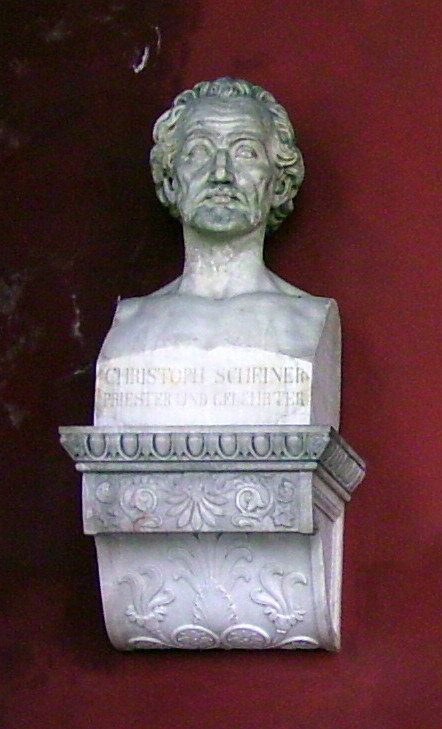
Büste in Münchener Ruhmeshalle

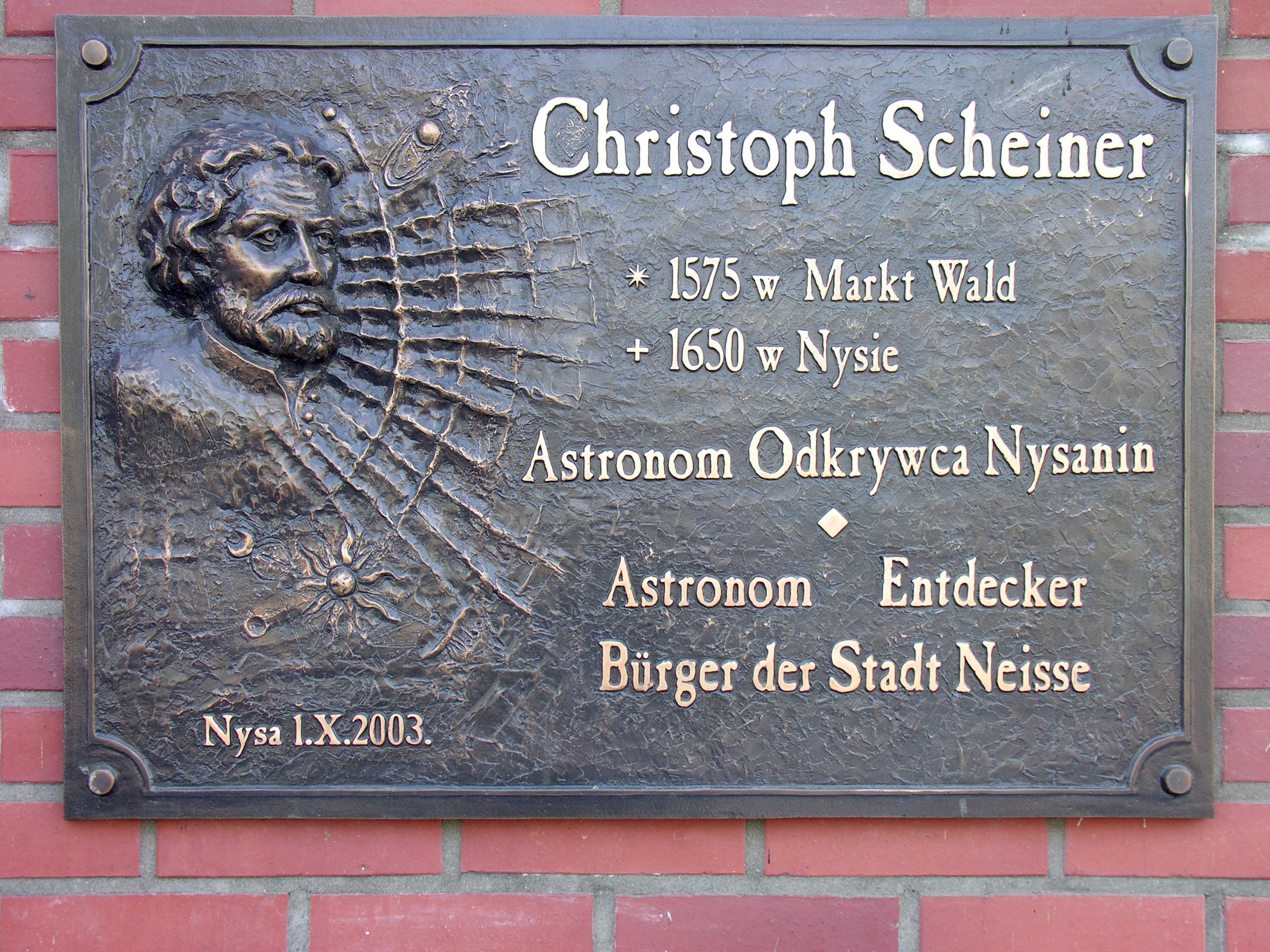
Gedenktafel in Neisse

## Würdigung
Beachtlich ist die Vielfalt von Scheiners wissenschaftlichem Wirken, das sich – ähnlich wie bei Galilei – von Optik, Physik und Geophysik, Astronomie und Technik bis zur Philosophie erstreckt. Einen Schatten wirft allerdings sein ungelöster Konflikt mit Galilei auf beide Männer.
Scheiners wissenschaftliche Breite und sein Priesterstand gestattet es, ihn – ähnlich wie seinen 300 Jahre später lebenden Ordenskollegen Angelo Secchi – als neuzeitlichen Vertreter der uralten Gilde von Priesterastronomen zu sehen.

### Ehrungen
- Das Deckenfresko im Jesuitenkolleg Dillingen zeigt Scheiner im Gespräch mit Adam Schall von Bell SJ.
- Ein Ölgemälde von Christoph Thomas Scheffler von 1725 befindet sich im Stadtmuseum Ingolstadt, nach dem Bildnis wurde 1999 im Auftrag der Stadt Ingolstadt eine Medaille mit 35 mm Durchmesser geprägt.
- Die Bayerische Staatsgemäldesammlung bewahrt eine Büste Christoph Scheiners von Johann von Halbig (WAF B 106) auf.
- In der Ruhmeshalle in München befindet sich eine Marmorbüste Scheiners von Arnold Hermann Lossow aus dem Jahr 1856.
- Straßen in München (bei der Universitätssternwarte), Ingolstadt, Markt Wald, Gaimersheim und Mindelheim führen Scheiners Namen.
- In Ingolstadt ist ein Gymnasium nach ihm benannt, in Markt Wald die Volksschule. Dort erinnern auch eine Tafel am Rathaus und ein Aussichtsturm an ihn.
- Eine Briefmarke mit dem Porträt Christoph Scheiners, Österreich, € 0,55, erschien 2005 in Form einer Privatmarke. Sie zeigt das Ölgemälde des Stadtmuseums Ingolstadt.
- Nach Christoph Scheiner benannte P. Giovanni Battista Riccioli SJ den Mondkrater Scheiner.
- In Kerala, Indien, besteht ein Christoph-Scheiner-Study-Center.
- Eine zweisprachige Gedenktafel zu Scheiner gibt es in Nysa (Neisse).

## Werke

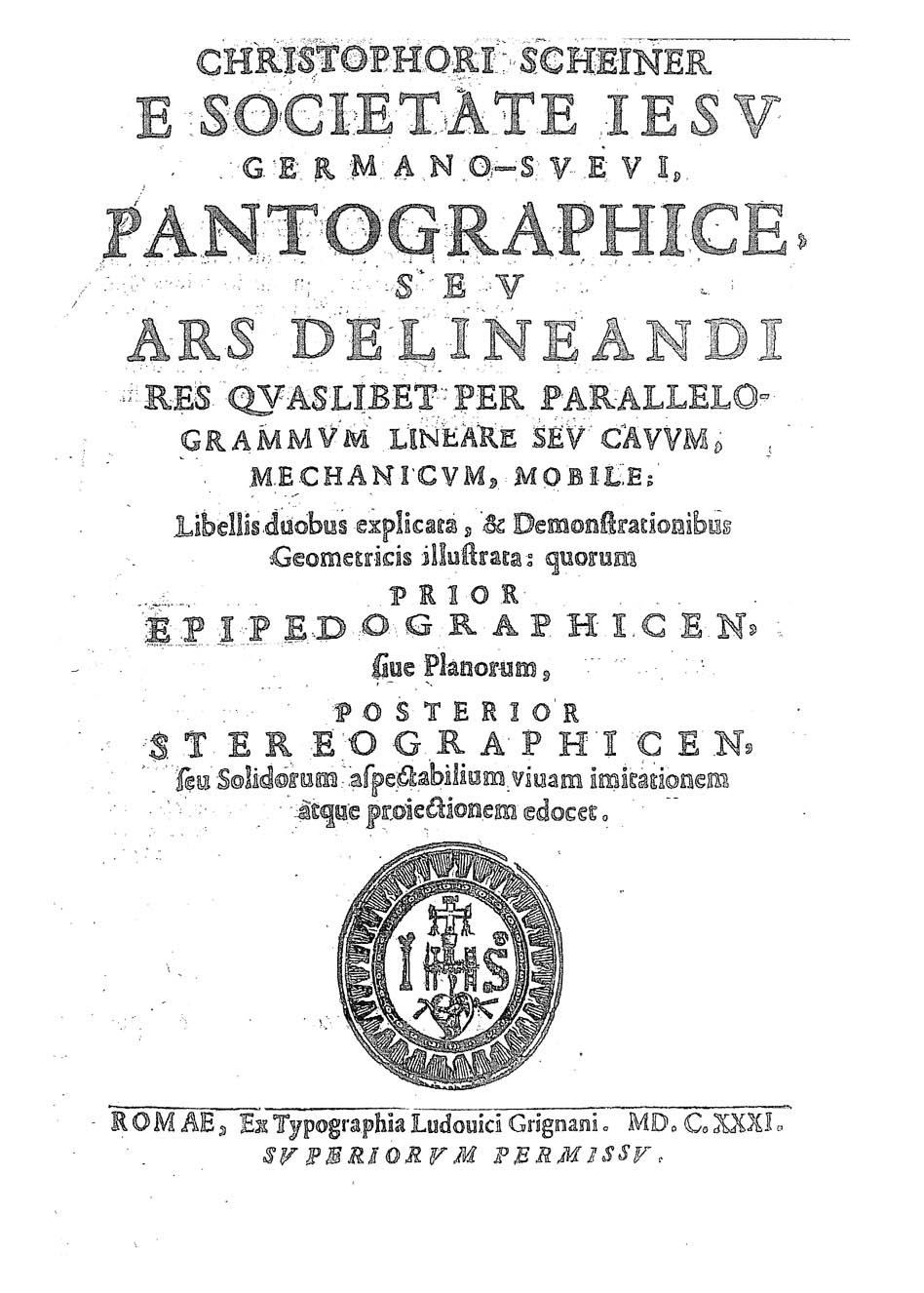
Pantographice, 1631

- Theses theologicae, ex universis D. Thomae partibus, in Academia Ingolstadiensi ad disputationem publicam, anno MDCIX. Pridie Kal. Julij propositae. Respondente. Christophoro Scheiner, Societatis Iesu, SS. Theologiae studioso. Ingolstadii, excudebat Andreas Angermarius, Ingolstadt 1609. Universitätsbibliothek München, Sign. 4 Philos. 309#28. Disputatio Christoph Scheiners unter dem Vorsitz des P. Stephanus Vitus SJ über die Summa theologica des Thomas von Aquin.
- Tres epistolae de maculis solaribus (Augsburg, 1612) IMSS Digital Library
- De Maculis solaribus et stellis circa Iovis errantibus accuratior Disquisitio (Augsburg 1612) IMSS Digital Library
- Disquisitiones mathematicae (Ingolstadt 1614, zusammen mit Stefan Locher) Digitalisat
- Sol ellipticus (Augsburg 1615) IMSS Digital Library
- Exegeses fundamentorum gnomonicorum (Ingolstadt 1617)
- Refractiones coelestes sive solis elliptici phaenomenon illustratum (Ingolstadt 1617) IMSS Digital Library
- Oculus, hoc est: Fundamentum opticum (Innsbruck 1620) Gallica
- Rosa Ursina sive Sol. (Bracciano 1626–30) IMSS Digital Library
- Pantographice seu ars delineandi (Rom 1631) IMSS Digital Library
- Prodromus pro sole mobili et terra stabili contra … Galilaeum a Galileis (Prag 1651) IMSS Digital Library
- Apelles Post tabulam observans maculas In Sole Sine Veste. Cölln 1684, Online-Ausgabe der Sächsischen Landesbibliothek – Staats- und Universitätsbibliothek Dresden

## Filme
- Martin Pfeil: Pater Glasgucker, Intv-Media Produktion, Hermann Käbisch, 2000 (55 Min.)